# آرتور پی. جیکوبس
آرتور پی. جیکوبس (انگلیسی: Arthur P. Jacobs؛ ‏ ۷ مارس ۱۹۲۲ – ۲۷ ژوئن ۱۹۷۳) تهیه‌کننده اهل ایالات متحده آمریکا بود.
از فیلم‌هایی که وی در آن‌ها نقش داشته است، می‌توان به دوباره بنواز، سام اشاره نمود.